# Rasbora api
Rasbora api är en fiskart som beskrevs av Lumbantobing 2010. Rasbora api ingår i släktet Rasbora och familjen karpfiskar. Inga underarter finns listade i Catalogue of Life.